# Kate Roberts (auteure)
Kate Roberts, née le 13 février 1891 et morte le 4 avril 1985, est l'une des principales auteures de langue galloise du XXe siècle. Elle est surtout connue pour ses nouvelles, mais aussi pour ses romans. Kate Roberts est une éminente nationaliste galloise.

## Sélection d'œuvres en gallois et traductions
- Traed Mewn Cyffion (Feet in Chains) (1936). Novel. Llandysul : Gwasg Gomer, 2001.  (ISBN 0-86383-480-9).
- Ffair Gaeaf a storïau eraill (Winter Fair and other stories) (1937). Short stories. Denbigh : Gwasg Gee, 2000.  (ISBN 0-00-017373-8).
- Stryd y Glep (Gossip Row) (1949). Novella. Bethesda : Gwasg Gee, 2011.  (ISBN 0900996706)
- Y Byw Sy'n Cysgu (The Living That Sleep) (1956). Novel. Denbigh : Gwasg Gee, 1995.  (ISBN 0-7074-0268-9).
- Te yn y Grug (Tea in the Heather) (1959). Short stories. Llandysul : Gwasg Gee, 2004.  (ISBN 1-904554-01-6).
- Y Lôn Wen (The White Lane) (1960). Autobiography. Denbigh : Gwasg Gee, 2000.  (ISBN 0-00-017991-4).
- Tywyll Heno (Dark Tonight) (1962). Novella. Denbigh : Gwasg Gee, 2010.  (ISBN 1-904554-07-5).
- Ifans, Dafydd (Ed.) (1992), Annwyl Kate, Annwyl Saunders : Gohebiaeth, 1923–1983 (Dear Kate, Dear Saunders : Correspondence, 1923–1983). Aberystwyth : National Library of Wales.  (ISBN 0-907158-57-9). The letters of Kate Roberts and Saunders Lewis.

Traductions
- Traed Mewn Cyffion (Feet in Chains) (1936). Novel. trans. Katie Gramich. Annotated edition. Cardigan: Parthian Books, 2012.  (ISBN 978-1-908069-56-6)
- Roberts, Kate (2002), Feet in Chains. Translated by John Idris Jones. Bridgend : Seren.  (ISBN 1-85411-321-6).
- Roberts, Kate (2001), Sun and Storm and other stories. Denbigh : Gwasg Gee.  (ISBN 0-7074-0347-2).
- Roberts, Kate (2002), Tea in the heather. Translated by Wyn Griffith. Bridgend : Seren.  (ISBN 1-85411-320-8).
- Roberts, Kate (1991), The World of Kate Roberts : selected stories, 1925–1981. Translated by Joseph P. Clancy. Philadelphia : Temple University Press.  (ISBN 0-87722-794-2). À general introduction to her short stories in English which includes a translation of Te yn y Grug (Tea in the Heather).